# Amphion

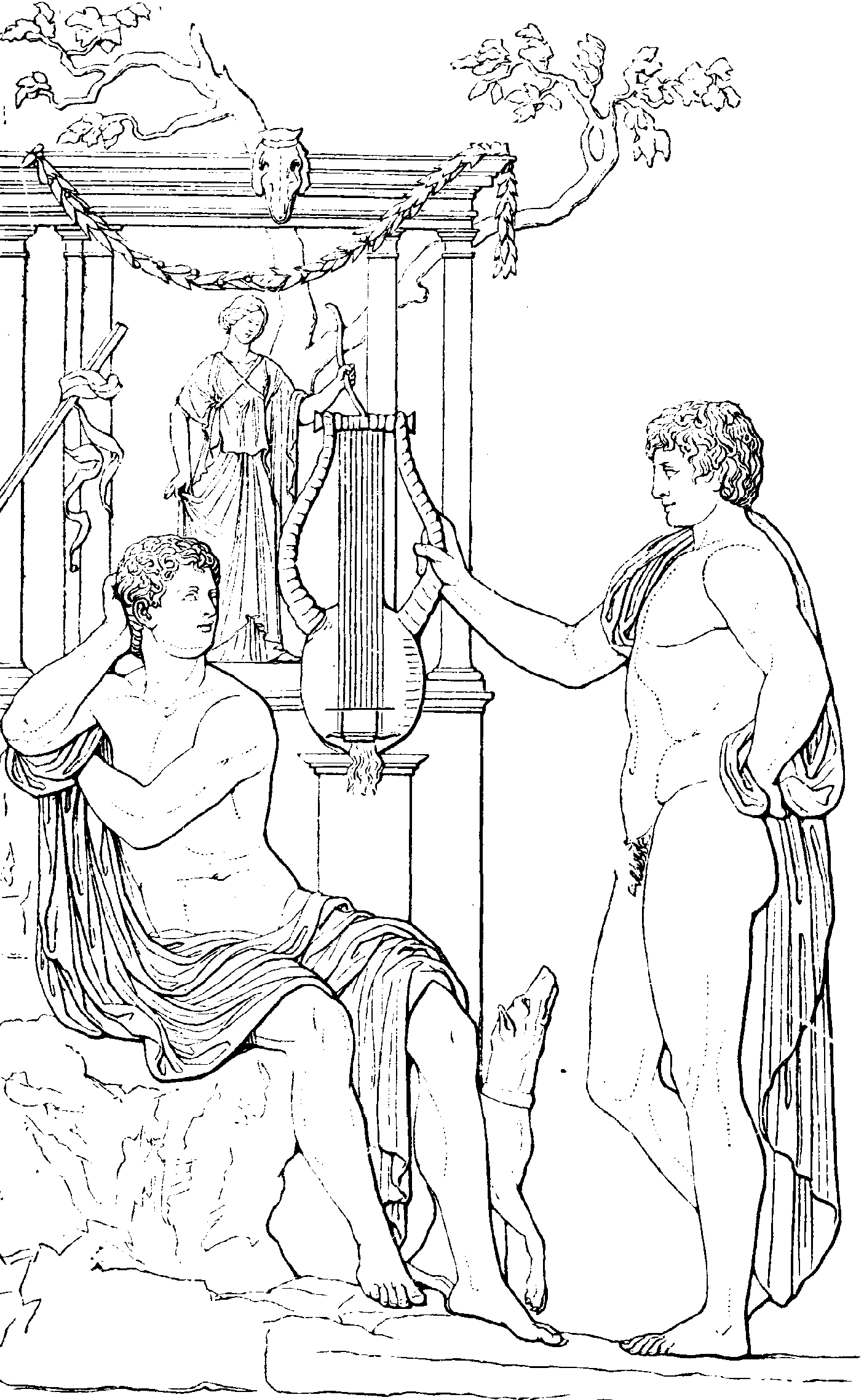
Amfion och Zetos.

Amphion var kung av Thebe i grekisk mytologi. Han var son till guden Zeus och kungadottern Antiope. Han hade en tvillingbror som hette Zethos. Han var gift med den lydiska prinsessan Niobe och tillsammans hade de sju söner och sju döttrar. Enligt vissa myter var de även föräldrar till Ismenos.

## Bakgrund
Kung Nykteus dotter Antiope blev förförd av guden Zeus och var snart gravid. När fadern Nykteus fick reda på sin dotters graviditet blev han rasande och körde iväg Antiope från Thebe.
Antiope flydde förtvivlad till staden Sikyon där hon fick skydd hos kung Epopeus och de två gifte sig strax efter. Bara månader senare födde Antiope två tvillingsöner. När Nykteus fick reda på var Antiope tagit vägen gav han sin bror Lykos, kung av Thebe, i uppdrag att straffa dottern och hennes make. Sedan tog han sitt eget liv.
Lykos tog sig in i Sikyon, besegrade staden och dödade Epopeus. Han tog tvillingarna och lämnade dem i ödemarken. Sedan tillfångatog han Antiope, kastade henne i fängelse och torterade henne tillsammans med sin hustru Dirke.
Tvillingarna hittades av en herde som tog med dem hem och döpte dem till Amphion och Zethos. 
Efter många år när pojkarna hunnit växa upp, lyckades Antiope fly och hon sökte upp dem och bad om deras beskydd. Sönerna kände genast igen sin mor. När de hört sin mors berättelse begav de sig till Thebe och dödade kung Lykos. Dirke däremot, band de fast vid hornen på en tjur så att hon stångades till döds. De tog sedan hennes döda kropp och slängde den i en källa på berget Kitharion som efter det uppkallades efter henne. Guden Dionysos förvandlade dock Dirke till en nymf och hennes vatten var heligt för honom.

## Thebes murar
Tillsammans med sin bror Zethos byggde han muren runt staden Thebe med sju portar. De fick med hjälp av sitt lyrspel stenarna att självmant lägga sig på plats och bilda muren.

## Niobes straff
Niobe och Amphion hade tillsammans sju söner och sju döttrar som alla var oändligt vackra. Ingenting skänkte Niobe så mycket glädje och tillfredsställelse som hennes barn. Detta gjorde att hon ofta skröt om sitt höga antal barn och hånade titanen Leto för att hon endast hade två barn. Leto, mor till tvillinggudarna Apollon och Artemis, förargades och ville straffa Niobe för hennes skrytsamhet. Hon kallade till sig sina barn och bad dem döda alla Niobes barn. 
Apollon och Artemis tog sig in i palatset i Thebe och Apollon sköt ihjäl de sju sönerna medan Artemis sköt de sju döttrarna med sina silverpilar. Leto gladdes inte bara över att hennes son och dotter var bättre än Niobes, utan att Niobe nu stod helt barnlös.
I sitt verk Beskrivning av Grekland (Ἑλλάδος περιήγησις) skrev geografikern och upptäcktsresanden Pausanias om att Amphion var en av de som straffades i Hades för att även han skulle ha förlöjligat Letos barn.